# Musculus puborectalis
Der Musculus puborectalis („Schambein-Mastdarm-Muskel“) ist ein quergestreifter Muskel des Beckenbodens und ein Teil des Musculus levator ani.
Er entspringt an der Rückseite des Schambeins und bildet eine Schlinge um den Mastdarm am Übergang zum Analkanal und führt dadurch zur Abknickung des Mastdarms im Bereich der Linea anorectalis. Er fungiert als Schließmuskel des Mastdarms und wird daher auch als Musculus sphincter recti bezeichnet. Bei der Defäkation erschlafft der Muskel, so dass die Abknickung zwischen Mastdarm und Analkanal verstreicht und die Kotsäule nach hinten weitertransportiert werden kann. Die Innervation erfolgt über den Plexus sacralis über Nervenfasern aus den Segmenten S3 und S4 des Rückenmarks.
Eine Verletzung oder ein Funktionsverlust führen zu einer teilweisen Stuhlinkontinenz. Bei schweren Dammrissen kann über diesen Muskel eine teilweise Erhaltung des Stuhlhaltevermögens aufrechterhalten werden.